# Tmesisternus ochreomaculatus
Tmesisternus ochreomaculatus là một loài bọ cánh cứng trong họ Cerambycidae.